# Worth It
«Worth It» (с англ. — «Стою того») — песня американской гёрл-группы Fifth Harmony с участием американского рэпера Кида Инка. Песня начала ротироваться на американских музыкальных радиостанциях 2 марта 2015 года. Это был третий и последний сингл с их дебютного альбома, Reflection. Песня «Worth It» относится к жанру современного ар-эн-би. В ней также очень заметны балканские мотивы, использование которых является визитной карточкой музыкального продюсера Ори Каплана
В США «Worth It» вошла в первую 20-ку Billboard Hot 100, достигнув 12 места. Это был первый сингл в исполнении гёрл-группы, которому удалось достичь двадцатки в США, с 2009 года, когда Pussycat Dolls были в первой двадцатке с песней «Jai Ho! (You Are My Destiny)». За рубежом сингл достиг первой 10-ки в чартах тринадцати стран, включая Австралию и Великобританию, а также первой 20-ки в Канаде, Франции, Дании и Южной Кореи. Он был сертифицирован золотым и платиновым по продажам во многих странах, в том числе став четырежды платиновым в США и золотым в Великобритании. Видеоклип к песне «Worth It» достиг 1 миллиарда просмотров на сервисе VEVO (включая YouTube) 27 июля 2016 года, как раз в день 4-й годовщины группы.

## История
Песня была спродюсирована и написана в соавторстве с норвежской продюсерской компанией Stargate, состоящей из дуэта Миккеля Эриксена, Тора Эрика Хермансена и Ори Каплана, с дополнительной записью Присциллы Рене. Песня была выпущена 15 января 2015 года на потоковых и загрузочных сервисах и вышла на радио в качестве сингла 2 марта 2015 года. Испанская версия под названием «Dame Esta Noche» была выпущена в iTunes 10 июля 2015 года, после успеха сингла.

## Критика
Песня получила смешанные отзывы от музыкальных критиков, получив похвалу за свой запоминающийся ритм, но была подвергнута критике за то, что звучала также как «Talk Dirty» Джейсона Деруло. Рик Флорино из Artistdirect похвалил песню, дав ей пять из пяти звезд, заявив, что она имеет вдохновляющий рефрен, который невозможно поколебать, особенно в сочетании со скользким ритмом. Издание FDRMX также положительно оценило ее, отметив, что производство отличное, а текст запоминающийся, также заявив, что это самая зрелая песня Fifth Harmony. Несколько музыкальных изданий сочли песню сильным претендентом на хит лета. В своем списке лучших песен года Ассошиэйтед Пресс поместило ее на третье место, а Spin поставил песню на 68-е место. Artistdirect поместила песню на первое место в своем отчете за середину года.

## Музыкальный клип
Премьера клипа состоялась на премии Kids' Choice Awards 28 марта 2015 года. Он был загружен в тот же день на официальный аккаунт группы Vevo и снят режиссером Кэмероном Дадди. Видео следует аналогичной концепции их ведущего сингла «Boss», фокусируясь на темах самооценки, уверенности и расширения прав и возможностей женщин. Музыкальное видео получило награду Vevo certified award в июле 2015 года, а затем достигло отметки в миллиард просмотров 26 июля 2016 года. С более чем 1,8 миллиардами просмотров, в настоящее время это одно из 70 самых просматриваемых видео на YouTube всех времен.

## Трек-лист
- Digital download[19]

1. «Worth It» (featuring Kid Ink) — 3:44

- CD single[20]

1. «Worth It» (featuring Kid Ink) — 3:44
2. «Worth It» (Non-rap version) — 3:05

- Digital download[21]

1. «Worth It (Dame Esta Noche)» (featuring Kid Ink) (Spanish version) — 3:43

• Digital download
1. "Worth It (Non-rap super clean version) — 3:05

## Чарты
| Чарт (2015)                                          | Высшая позиция |
| ---------------------------------------------------- | -------------- |
| Австралия (ARIA)                                     | 9              |
| Австрия (Ö3 Austria Top 40)                          | 23             |
| Brazil (Billboard Brasil Hot 100)                    | 12             |
| Бельгия/Фландрия (Ultratop 50)                       | 14             |
| Бельгия/Фландрия (Ultratop Urban)                    | 3              |
| Бельгия/Валлония (Ultratop 50)                       | 18             |
| Канада (Billboard Canadian Hot 100)                  | 12             |
| Канада (Billboard CHR/Top 40)                        | 5              |
| Канада (Billboard Hot AC)                            | 31             |
| Чехия (Singles Digitál Top 100)                      | 6              |
| Чехия (Rádio — Top 100)                              | 25             |
| Europe (Euro Digital Songs)                          | 5              |
| Франция (SNEP)                                       | 15             |
| Германия (GfK)                                       | 16             |
| Greece Digital Songs (Billboard)                     | 2              |
| Венгрия (Dance Top 40)                               | 7              |
| Венгрия (Rádiós Top 40)                              | 4              |
| Венгрия (Single Top 40)                              | 2              |
| Ирландия (IRMA)                                      | 23             |
| Израиль (Media Forest)                               | 1              |
| Италия (FIMI)                                        | 32             |
| Япония (Billboard Japan Hot 100)                     | 26             |
| Lebanon (Lebanese Top 20)                            | 1              |
| Люксембург (Billboard Luxembourg Digital Song Sales) | 9              |
| Mexico Airplay (Billboard)                           | 1              |
| Mexico Top 20 Inglés (Monitor Latino)                | 1              |
| Нидерланды (Dutch Top 40)                            | 25             |
| Нидерланды (Single Top 100)                          | 25             |
| Новая Зеландия (Recorded Music NZ)                   | 31             |
| Poland (Polish Airplay New)                          | 3              |
| Португалия (Billboard Portugal Digital Song Sales)   | 6              |
| Шотландия (OCC Scotland)                             | 3              |
| Словакия (Singles Digitál Top 100)                   | 11             |
| Spain (PROMUSICAE)                                   | 62             |
| Швеция (Sverigetopplistan)                           | 63             |
| South Korea International Chart (Gaon)               | 12             |
| Швейцария (Schweizer Hitparade)                      | 21             |
| Великобритания (OCC UK Singles)                      | 3              |
| США (Billboard Hot 100)                              | 12             |
| США (Billboard Adult Pop Airplay)                    | 22             |
| США (Billboard Dance/Mix Show Airplay)               | 5              |
| США (Billboard Latin Airplay)                        | 48             |
| США (Billboard Pop Airplay)                          | 4              |
| США (Billboard Rhythmic)                             | 19             |

| Чарт (2015)                           | Позиция |
| ------------------------------------- | ------- |
| Australia (ARIA)                      | 62      |
| Belgium (Ultratop 50 Flanders)        | 55      |
| Belgium Urban (Ultratop Flanders)     | 88      |
| Canada (Canadian Hot 100)             | 32      |
| CIS (Tophit)                          | 57      |
| France (SNEP)                         | 70      |
| Germany (Official German Charts)      | 49      |
| Hungary (Dance Top 40)                | 27      |
| Hungary (Rádiós Top 40)               | 50      |
| Hungary (Single Top 40)               | 50      |
| Italy (FIMI)                          | 72      |
| Israel (Media Forest)                 | 4       |
| Netherlands (Single Top 100)          | 69      |
| Russia Airplay (Tophit)               | 55      |
| Switzerland (Schweizer Hitparade)     | 66      |
| Ukraine Airplay (Tophit)              | 145     |
| UK Singles (Official Charts Company)  | 99      |
| US Billboard Hot 100                  | 23      |
| US Dance/Mix Show Airplay (Billboard) | 29      |
| US Mainstream Top 40 (Billboard)      | 16      |

| Чарт (2016)             | Позиция |
| ----------------------- | ------- |
| Brazil (Brasil Hot 100) | 25      |
| Hungary (Dance Top 40)  | 14      |

## Сертификации
| Регион | Сертификация  | Продажи   |
| --- | ------------- | --------- |
| Австралия (ARIA) | 2× Платиновый | 140 000   |
| Австрия (IFPI Austria) | Золотой       | 15 000    |
| Бельгия (BEA) | Золотой       | 10 000    |
| Канада (Music Canada) | 2× Платиновый | 160 000*  |
| Дания (IFPI Danmark) | Золотой       | 30 000^   |
| Германия (BVMI) | Золотой       | 200 000   |
| Италия (FIMI) | 2× Платиновый | 100 000   |
| Мексика (AMPROFON) | Платиновый    | 60 000*   |
| Новая Зеландия (RMNZ) | Золотой       | 7500*     |
| Испания (PROMUSICAE) | Золотой       | 20 000    |
| Великобритания (BPI) | Платиновый    | 600 000   |
| США (RIAA) | 4× Платиновый | 4,000,000 |
| * Данные о продажах приведены только на основе сертификации. · ^ Данные о тиражах приведены только на основе сертификации. · Данные о продажах + прослушиваниях приведены только на основе сертификации. |               |           |